# チャーナリズム
チャーナリズム（英語: churnalism）とは、新聞などの報道機関において、取材記事の代わりに、プレスリリースや通信社から提供された話など、前もって準備された資料を用いて記事が作られるジャーナリズムのことを指す蔑称である。
チャーナリズムは、独自のニュース取材や情報源の調査にかかるコストを抑制するためのものであり、インターネット・ニュースの増加と広告の減少にともなう損失を埋め合わせるためのものである。語源はjournalism（ジャーナリズム）とchurn out（大量生産）を組合わせた造語である。BBCのジャーナリストのワシーム・ザキールが提唱した。
チャーナリズムは、報道で見られる多くの話が独自取材でないという程度にまで増加している。独自取材によるジャーナリズムが減少していることは、パブリック・リレーションズが増加していることと関連している。

## 普及
その著書『Flat Earth News』において、イギリスのジャーナリストのニック・デイヴィスは、カーディフ大学の教授のジャスティン・ルイスと彼の研究チームによる調査を取り上げた。その調査は、イギリスの高級紙の80パーセントの話が独自取材ではなく、たった12パーセントの話が記者の取材によるものであることを明らかにした。記事の品質と正確さは減少し、記事は改竄されたり歪曲されたりしやすくなっている。
この語は、2008年、当時BBCに勤務していたジャーナリストのワシーム・ザキールが提唱したとされている。ザキールによれば、この形態のジャーナリズムへと傾斜していったことは、ニュースを収集する記者たちが受け身で消極的な姿勢になっていったことと関係している。